# L'abito nuovo
L'abito nuovo è una commedia scritta a quattro mani da Eduardo De Filippo e Luigi Pirandello nel 1935, appartenente al filone della "Cantata dei giorni pari". Rappresenta un adattamento della novella omonima dello stesso autore siciliano.

## Storia
Eduardo racconta che nel 1932 al teatro Sannazaro fu annunciata la presenza di Luigi Pirandello tra il pubblico, a seguito di ciò i due commediografi andarono a cena insieme e Eduardo chiese a Pirandello se gli potesse scrivere una commedia, Pirandello affermò che avrebbe avuto senz'altro difficoltà a scrivere in napoletano, ma che  insieme avrebbero potuto realizzarla.
La scelta cadde su L'abito nuovo, una novella scritta in precedenza da Pirandello e che venne adattata presso la casa di Luigi Pirandello in Roma, via Bosio 15, dove Eduardo si recò ogni giorno per i quindici che furono necessari; Eduardo appose alcune modifiche al testo pirandelliano che riteneva molto spigoloso.
Terminata la scrittura, Eduardo rimandò costantemente la trasposizione e la prova della commedia, nonostante Pirandello glielo chiedesse frequentemente, in quanto a giudizio dell'artista napoletano la commedia di Pirandello era troppo drammatica ed il pubblico dell'epoca non era pronto. Quando alla fine si decise di metterla in prova, Luigi Pirandello poté assistere solo alla prima prova, poiché dopo due giorni morì.
La prima rappresentazione, avvenuta a Milano al Teatro Manzoni il 1º aprile 1937, pochi mesi dopo la morte di Pirandello, ebbe un'accoglienza tiepida: Peppino De Filippo, profondamente avverso all'abbandono della drammaturgia napoletana in favore di adattamenti di opere altrui, criticò aspramente la scelta drammaturgica del fratello, sebbene figurasse nel ruolo di Concettino Minutolo.

## Trama
Concettino Minutolo cerca un consiglio dall'avvocato Boccanera perché, già promesso di Assuntina, figlia della ballerina Celie Bouton, contro la volontà del proprio padre, vuole ritirare la promessa, per il grande scandalo suscitato a Napoli dall'arrivo della ballerina. Assuntina, figlia di Michele Crispucci, impiegato dell'Avv. Boccanera, fu abbandonata a soli 11 mesi dalla madre, che lasciò la famiglia 18 anni prima.
Di lì a poco, a causa di un incidente durante una sfilata con i cavalli, la Bouton muore e Michele eredita una casa lussuosa a Napoli ed un'altra a Venezia, oltre gioielli e un guardaroba disdicevole per la figlia, per cui è combattuto sull'accettarli.
Nel terzo atto, Concettino si presenta in casa Crispucci con una parte delle ricchezze della Bouton e convince Assunta a fuggire con lui per strappare il consenso per il matrimonio a Michele, in arrivo da Venezia. Michele torna a casa, con un abito nuovo e elegante, ma ubriaco e disperato, perché quella ricchezza è il lascito di una donna infedele; sopraggiungono Assuntina, Concettino e il di lui padre che ne ha impedito la fuga e chiede la mano della ragazza;  Michele oramai farnetica e delirando sviene (o forse muore) facendo il gesto delle corna contro se stesso.